# Мусковіт
Мусковіт — мінерал класу силікатів, алюмосилікат калію та алюмінію шаруватої будови. Назва мусковіт походить від англ. Muscovy-glass («московитське скло») і пов'язана з використовуванням мінералу для шибок у середньовічній Московії.

## Загальний опис
Хімічна формула:
- 1. За Є. Лазаренком: KAl2[AlSi3O10(OH, F)2](OH)2.
- 2. За «Fleischer's Glossary» (2004): KAl2(Si3Al)O10(OH, F)2.

Склад у % (з родовища Хазарібаг, штат Біхар, Індія): K2O — 8,81; Al2O3 — 36,72; SiO2 — 45,57; H2O — 5,05; F — 0,15.
Домішки: Fe2O3, FeO, MgO, CaO, Na2O, Li2O, Cr2O3.
Сингонія переважно моноклінна.
Призматичний вид.
Кристали таблитчасті, пластинчасті, з гексагональним обрисом, стовпчасто-пірамідальні; лускуваті, променисті й волокнисті агрегати, суцільні листуваті маси.
Спайність досконала.
Густина 2,77-2,88.
Твердість 2-3.
У тонких спайних листках безбарвний, часто жовтуватий, сіруватий, зеленуватий.
Блиск скляний.
На площині спайності перламутровий полиск.
Листки дуже еластичні.
Мусковіт — породотвірний мінерал гранітних пегматитів, грейзенів і кристалічних сланців. Найбільше значення має мусковіт, пов'язаний з пегматитами. Зустрічається в асоціації з бамфордитом. Родовища: штат Біхар (Індія), штат Нью-Гемпшир і Північна Кароліна, Південна Дакота, (США), провінція Онтаріо (Канада), Сибір, Карелія (Росія). Основні виробники листового мусковіту — Індія і Бразилія (Бразильський слюдоносний район), США, Франція, Іспанія, Індія.

## Різновиди
Розрізняють:
- мусковіт баріїстий (різновид мусковіту рожевого кольору, який містить до 10 % ВаО);
- мусковіт баріїсто-ванадіїстий (різновид мусковіту з округу Маріпоза, штат Каліфорнія, США, який містить 2,39 % ВаО, 1,48 % V2O3 і 1,95 % V2O4);
- мусковіт залізистий (лепідомелан); мусковіт залізний (різновид мусковіту, який містить до 13 % Fe2O3);
- мусковіт літіїстий (1. різновид мусковіту, який містить понад 4 % Li2О; 2. гіпотетичний літіїстий член ряду мусковіту);
- мусковіт манганистий (різновид мусковіту, який містить до 3 % MnO);
- мусковіт манґанисто-баріїстий (різновид мусковіту рожевого кольору з родовища Мурматсу, Японія, який містить до 4 % ВаО і до 4 % MnO);
- мусковіт хромистий (різновид мусковіту, який містить до 4,8 % Cr2O3);
- мусковіт 1М (моноклінна політипна модифікація мусковіту, яка характеризується одношаровою елементарною коміркою);
- мусковіт 2М1 (моноклінна найпоширеніша політипна модифікація мусковіту, яка характеризується двошаровою елементарною коміркою).

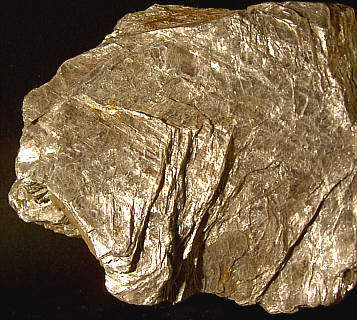
Мусковіт
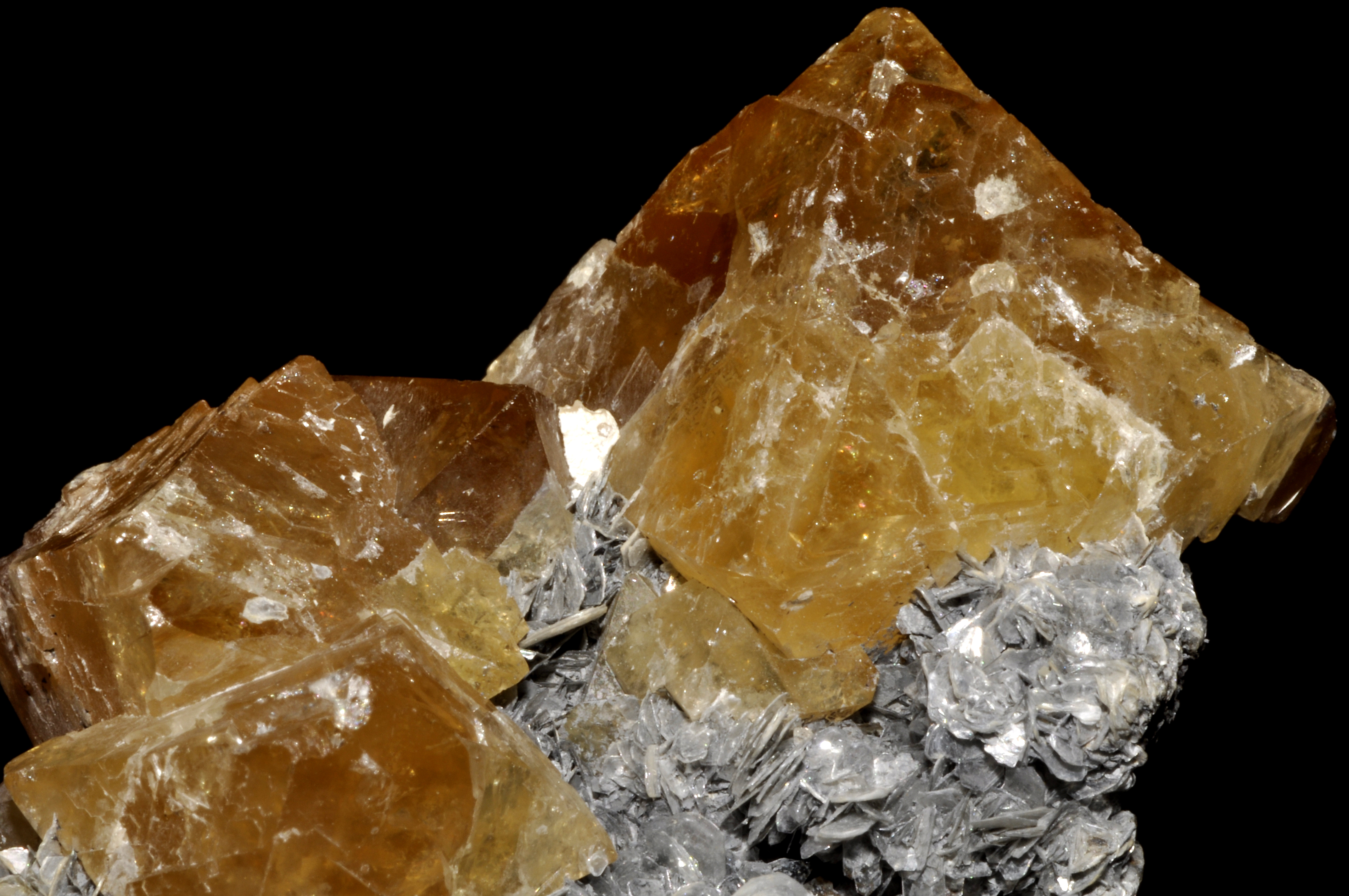
Шеєліт, що наріс на друзі мусковіту
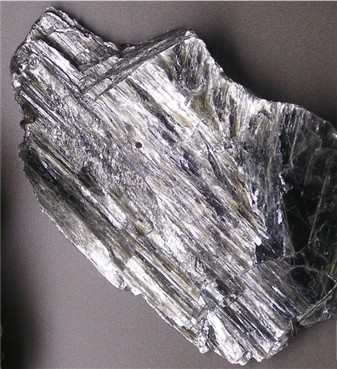
Мусковіт

## Застосування
У промисловості мусковіт застосовується у вигляді листової слюди (для ізоляторів, конденсаторів, телефонів тощо) При виготовленні слюдяного порошку (при виготовленні покрівельного толю, слюдяного картону, вогнетривких фарб та ін.), слюдяного фабрикату (для електроізоляційних прокладок в електроприладах).Серед слюд мусковіт відрізняється найвищими електроізоляційними властивостями. У розмеленому вигляді застосовується також в будівельній, хімічній, ґумотехнічній і порцеляновій промисловості. Різновид мусковіту роскоеліт може використовуватися як руда на ванадій.